# NGC 5203
NGC 5203 é uma galáxia elíptica (E-S0) localizada na direcção da constelação de Virgo. Possui uma declinação de -08° 47' 11" e uma ascensão recta de 13 horas, 32 minutos e 13,4 segundos.
A galáxia NGC 5203 foi descoberta em 4 de Fevereiro de 1786 por William Herschel.